# Abraham Kersten
Abraham Kersten (* 10. Januar 1733 in Elberfeld, jetzt Wuppertal; † 10. März 1796 ebenda) war Leiter und Mitgründer eines der ältesten deutschen Bankhäuser, Gebrüder Kersten.

## Leben
Abraham Kersten übernahm 1754 mit seinem Bruder Caspar Kersten (1734–1807) die Handels- und Geldgeschäfte seines Vaters Conrad Kersten; sie firmierten unter dem Namen Gebrüder Kersten. Nach und nach wandelte sich das Unternehmen von einem Handels- zu einem Bankgeschäft; vermutlich seit etwa 1780 bildeten die Geldgeschäfte einen gewichtigen Schwerpunkt. Conrad Kersten zog sich früh aus dem Geschäft zurück und starb wenige Jahre später. Caspar zog sich nach wenigen Jahren von der Leitung zurück, blieb aber Teilhaber. Abraham baute das Bankhaus aus und nutzte die Geschäftsmöglichkeiten im wirtschaftlich aufblühenden Tal der Wupper.
Er heiratete am 24. Januar 1765 Maria Catharina Weerth (1744–1829), mit der er vier Töchter und einen Sohn hatte. Sein Sohn starb schon jung mit 22 Jahren. Seine Tochter Wilhelmine (1771–1854) heiratete am 15. Mai 1794 Daniel Heinrich von der Heydt, der vier Jahre später Teilhaber wurde. Zum Zeitpunkt der Heirat war Abraham schon schwer krank. Seine Frau und seine Tochter Wilhelmine hatten die Bankgeschäfte zeitweise weitergeführt. Sie hatten zuvor, was zur damaligen Zeit ungewöhnlich war, eine kaufmännische Ausbildung erhalten. Daniel von der Heydt baute das Bankhaus sehr erfolgreich aus; 1827 erfolgte die Umfirmierung zu von der Heydt-Kersten & Söhne. Abrahams Tochter Helene Kersten heiratete am 7. August 1800 Wilhelm Zais aus Cannstatt. Dieser sollte auch Teilhaber werden, eröffnete jedoch in Cannstatt die erste Fabrik, eine Türkisch-Rot-Färberei, in Württemberg. Eine weitere Tochter Johanna Kersten (1782–1848) heiratete am 22. Dezember 1802 Johann Kaspar Gottfried Wever (1780–1857) aus Wald (heute Stadtteil von Solingen), auch er wurde kurz darauf Teilhaber des Bankhauses.
Abraham Kersten gehörte zusammen mit seinem Bruder zu den Gründungsmitgliedern der 1775 entstandenen „Ersten Lesegesellschaft“ in Elberfeld, einer der ersten aufklärerischen Vereinigungen im Rheinland. Er war ihr aktiver Förderer und hielt dort verschiedene Vorträge.
Nach Kersten ist heute der Kerstenplatz in der Elberfelder Fußgängerzone benannt.